# United States Agency for International Development
United States Agency for International Development (forkortet USAID) er en amerikansk føderal etat, som har ansvaret for landets civile udviklingsbistand.
Organisationen blev etableret under præsident John F. Kennedy i 1961 i forbindelse med Marshall-planen og genopbygningen af Europa efter 2. verdenskrig.
Der er aktiviteter i Subsaharisk Afrika, Asien, Mellemøsten, Latinamerika, Caribien og Eurasien. Direktøren udpeges af præsidenten med Senatet godkendelse, og er ikke som sådan underlagt Udenrigsminsteriet, men ministeren lægger den overordnede kurs for hvorledes bistandsmidlerne skal anvendes.